# Людвік Соколовський
Людвік Соколовський (пол. Ludwik Sokołowski, 24 травня 1882, Серадз — 7 червня 1936, Вільно) — польський архітектор.

## Біографія
1900 року закінчив реальну школу в Каліші, після чого навчався на відділі архітектури Львівської політехніки. Від близько 1904 року поглиблював освіту у Фрідріха Омана у Віденській академії мистецтв, яку закінчив із відзнакою. У 1910–1914 роках був асистентом у Львівській політехніці. Від 24 лютого 1913 року член Політехнічного товариства у Львові. Під час Першої світової війни воював у складі Легіонів польських. Викладав у Варшаві в Технічній школі і на курсах Промислово-аграрного музею. Від 1917 року член Кола архітекторів варшавського Товариства техніків. У 1918—1921 роках працював у Міністерстві публічних робіт. Під час Польсько-радянської війни воював як доброволець. Від 1921 року проживав у Вільно, де очолив кафедру архітектурного проєктування на мистецькому факультеті Університету ім. Стефана Баторія. Від 1922 року професор надзвичайний. Кілька разів виконував функцію продекана. 1925 року було видано збірку студентських робіт, виконаних під керівництвом Соколовського (Projekty architektoniczne, wykonane przez studentów architektury W. S. P. Uniwersytetu Stefana Batorego w Wilnie pod kierunkiem profesora Ludwika Sokołowskiego). У неї увійшли конкурсні проєкти школи ім. Шимона Конарського у Вільно. Входив до складу комітету засновників журналу Architektura i Budownictwo. Член, віце-президент, а від 1932 року — президент віленського відділу SARP. Член міської ради Вільна від Безпартійного блоку співпраці з урядом. Помер у Вільнюсі, похований на цвинтарі на Россі. Родини не мав. 1938 року нагороджений посмертно Медаллю незалежності.

## Роботи
- Прибуткові будинки братів Флєк на вулиці Личаківській, 34 і 36 у Львові (1913).[4]
- Будівля Державної промислової школи в місцевості Голендерня у Вільно. Проєкт реалізовано у 1926–1929 роках частково.
- Проєкт оздоблення Вільна з приводу захоронення серця Юзефа Пілсудського і останків його матері. Не завершений.

Нереалізовані
- Конкурсний проєкт готелю «Краківського» у Львові зі спорудами Товариства взаємного страхування державних службовців на розі нинішньої площі Соборної і вулиці Пекарської (1911, співавтори Станіслав Пйотровський, Франциск Гільхен).[5]
- Конкурсний проєкт будинку Дирекції залізниць у Львові, II нагорода (1911, співавтори Альфред Захаревич, Станіслав Пйотровський, Станіслав Фертнер)[6].
- Конкурсний проєкт Ощадної каси в Сяноку, III нагорода серед 14 претендентів (1912).  Експонувався у приміщенні Технологічного музею у Львові.[7]
- Конкурсний проєкт нового костелу святої Анни у Львові, III місце серед 24 претендентів (1912)[8].
- Конкурсний проєкт пам'ятника у Влоцлавку полеглим у повстанні 1863 року, II місце (1917).
- Конкурсний проєкт віадука і залізничного моста у Варшаві. Відзначений.